# Salemi
Salemi település Olaszországban, Trapani megyében. Lakosainak száma 9986 fő (2023. január 1.). Salemi Castelvetrano, Marsala, Mazara del Vallo, Santa Ninfa, Trapani, Gibellina, Vita és Calatafimi-Segesta községekkel határos.

## Népesség
A település népességének változása:
| Lakosok száma | 10 638 | 10 647 | 9986 |
|               | 2017   | 2018   | 2023 |